# Laßbach (Urft)
Der Laßbach ist ein linker Zufluss der Urft auf der Gemarkung der Gemeinde Schleiden im Kreis Euskirchen im Land Nordrhein-Westfalen.

## Geographie

### Verlauf
Der Laßbach entspringt nördlich des Schleidener Ortsteils Herhahn. Von dort verläuft er in nördlicher Richtung und durchquert dabei das Naturschutzgebiet Lassbachtal nördlich Herhahn.
Er mündet schließlich zwischen den weiteren Schleidener Ortsteilen Morsbach und Gemünd kurz oberhalb der Urfttalsperre auf 325 m von links in die Urft.

### Einzugsgebiet
Das gut zwei Quadratkilometer große Einzugsgebiet des Laßbachs liegt in der Nordeifel und wird über Urft, Rur, Maas und Hollands Diep in die Nordsee entwässert.
Es grenzt
- im Osten an das des Urftzuflusses Horrenbach
- im Südosten an das des Braubachs, ebenfalls ein Zufluss der Urft und an das des kleinen Schloßsief, der in den Höddelbach mündet
- im Süden an das des Olefzuflusses Höddelbach selbst
- und im Westen schließlich an das des Urftzuflusses Morsbach.

Sein Tal ist zum großen Teil bewaldet, ansonsten dominieren landwirtschaftlich genutzte Flächen.
Im Südosten seines Einzugsgebiets liegt der östliche Bereich des Dorfs Morsbach und im Süden der größte Teil von Herhahn.
Über den Ton-, Schluff- und Sandsteinen sowie Quarziten  der Emsium- und Siegenium-Stufe der Unterdevon-Serie des Devons haben sich tonig-schluffige Braunerden mit geringer nutzbarer Feldkapazität abgelagert und in der Bachmulde Nassgley.